# Elna Borch
Elna Borch (1869, Roskilde – 1950) var en dansk billedhugger. Hun kom fra en familie af kunstnere som hendes onkel Jacob Kornerup, der lærte hende at tegne. Hun lærte senere at billedhugge i København af August Saabye, som senere blev hendes lærer, da hun var på Kunstakademiets Kunstskole for Kvinder. Hun fik muligheden for at studere udenlands og flyttede til Paris i 1900 og senere til Italien. Hendes stil i skulpturer var naturalisme og symbolisme.
Hun modtog Tagea Brandts Rejselegat i 1936.